# زنبورية نباتية
فوق فصيلة تينثريدينويديا أو المنشاريات (الاسم العلمي: Tenthredinoidea)، فصيلة عليا من الحشرات التي تنتمي إلى رتبة غشائيات الأجنحة. وهي الفئة السائدة والمهيمنة في ذِبَّان المنشار (الزنابير المنشارية)، تحتوي على حوالي 7000 نوع منتشرة في جميع أنحاء العالم، تأتي في المقام الأول في فصيلة الزنبوريات النباتية. جميع اليرقات المعروفة نباتية، ويعتبر عددًا منها آفاتٍ نباتية.